# Broken Sword 5: La maledizione del serpente
Broken Sword 5: La maledizione del serpente è una avventura grafica di tipo punta e clicca, basata sulla serie di Broken Sword e sviluppata partendo come progetto sul sito di raccolta fondi Kickstarter. Raggiunta la somma richiesta (400.000 $), contribuita da 14.032 sostenitori, e abbondantemente superata (raccolti 771.560 $), si è dato inizio al progetto.
Broken Sword 5 è sviluppato e distribuito interamente da Revolution Software, scritto e diretto da Charles Cecil e disponibile inizialmente per PC Windows e PlayStation Vita in download digitale da Steam, su GOG.com e in Get Games. La versione del videogioco è anche disponibile per sistemi iOS, uscita il 6 febbraio 2014, e Android, uscita il 15 marzo 2014.
Dal 4 settembre 2015 è inoltre disponibile la versione per PlayStation 4 e Xbox One. Il gioco è distribuito con il parlato in tedesco, francese, inglese, italiano (non presente, però, nella versione per PlayStation Vita e PlayStation TV), spagnolo; i sottotitoli sono disponibili nelle stesse lingue e in russo. Claudio Beccari è il doppiatore di George, Francesca Perilli è la doppiatrice di Nicole.
Il 17 aprile 2014 è uscita la seconda parte del videogioco per sistemi Windows, Mac OS e Linux, la quale comprende anche la prima parte dell'avventura e il doppiaggio in italiano (non aggiunto nelle versioni PlayStation Vita e PlayStation TV), spagnolo e i sottotitoli in russo. Nel gennaio 2015 in un'intervista a Digital Spy, Charles Cecil ha dichiarato un possibile seguito per la saga ma che ci vorrà ancora diverso tempo per svilupparlo.

## Trama
Le vicende ruotano intorno a un misterioso dipinto, La maledicció, e al suo autore, il pittore spagnolo chiamato El Serp. Dopo un breve antefatto che spiega l'origine del quadro, la storia riparte dallo stesso che viene esposto in una mostra alla galleria d'arte Le lezard bleu di Parigi. I due protagonisti delle vicende, George Stobbart e Nicole Collard ("Nico"), sono presenti alla mostra quando a un certo punto irrompe un malvivente armato che ruba il suddetto quadro e commette un omicidio. George in qualità di assicuratore e Nico come giornalista freelance inizieranno a svolgere delle indagini private per scoprire l'autore del misterioso furto.

## Modalità di gioco
Il videogioco è una classica avventura grafica punta e clicca, si utilizzeranno i personaggi George e Nico a turno o a seconda dei casi. Gli enigmi che si incontreranno via via con il proseguire della storia sono molto svariati, come sabotare un quadro elettrico, ripristinare una insegna al neon o ricostruire una lettera tagliata. L'interazione con gli oggetti e sfondi è semplice con il puntatore ci si dirige su un oggetto e a seconda dei casi si potrà usarlo, raccoglierlo, esaminarlo o uscire dal luogo dove ci si trova. L'inventario si trova in basso a sinistra ed è rappresentato da una borsa. In alto con un menù a scomparsa si potrà accedere alle opzioni ed al salvataggio/caricamento della partita.

## Doppiaggio
| Nome del personaggio                 | Doppiatore originale | Doppiatore italiano |
| ------------------------------------ | -------------------- | ------------------- |
| George Stobbart                      | Rolf Saxon           | Claudio Beccari     |
| Genhen                               | Rolf Saxon           | Pino Pirovano       |
| Nicole Collard                       | Emma Tate            | Francesca Perilli   |
| Tiago Marqués                        | Peter Marinker       | Mario Scarabelli    |
| Eva Marqués                          | Shelley Longworth    | Jenny De Cesarei    |
| Kate                                 | Shelley Longworth    | Greta Bortolotti    |
| Richard Langham                      | Nicholas Boulton     | Paolo Sesana        |
| Roman Medovsky                       | Kerry Shale          | Pino Pirovano       |
| Duane Henderson                      | Kerry Shale          | Paolo Sesana        |
| Sig. Rickenbacker (voce al telefono) | Kerry Shale          | Gianni Quillico     |
| Pearl Henderson                      | Laurence Bouvard     | Silvana Fantini     |
| Rastrello                            | Rob Rackstraw        | Alessandro Conte    |
| Hector Laine                         | Rob Rackstraw        | Pietro Ubaldi       |
| Adam                                 | Rob Rackstraw        | Matteo Zanotti      |
| Ispettore Auguste Navet              | Tim Bentinck         | Alessandro Capra    |
| Sergente Moue                        | Colin Mace           | Pietro Ubaldi       |
| Padre Simeon                         | Terry Wilton         | Gianni Quillico     |
| Bijou Dubois                         | Rosalyn Landor       | Debora Magnaghi     |
| cameriere                            | Toby Longworth       | Matteo Zanotti      |
| Ronnie (voce al telefono)            | Toby Longworth       | Alessandro Germano  |
| Wilfred Hobbs                        | Toby Longworth       | Renzo Ferrini       |
| Xavier Marqués                       | Toby Longworth       | Leonardo Gajo       |
| Maria Marqués                        | Emma Tate            | Silvana Fantini     |
| Tiago da bambino                     | Emma Tate            | Greta Bortolotti    |
| Bassam                               | Wayne Forester       | Alessandro Germano  |
| Fleur                                | Rachel Atkins        | Greta Bortolotti    |
| Ramon                                | David Shaw Parker    | Antonio Paiola      |
| Annette Maxim                        | Nicolette McKenzie   | Silvana Fantini     |
| Lady Piermont                        | Nicolette McKenzie   | Debora Magnaghi     |
| Ramon da giovane                     | Joe Richards         | Alessandro Germano  |

## Personaggi

### Personaggi principali
- George Stobbart. È l'eroe della storia e lavora per una agenzia di assicurazioni, la Paris Mutual. Come in tutti i videogiochi della serie investigherà a fondo per scoprire il colpevole del misfatto.
- Nicole Collard. Amica di George e giornalista freelance, è la co-protagonista dell'avventura. Ha avuto una relazione con George nei videogiochi precedenti.
- Roman Medovsky. Ricco magnate russo e appassionato d'arte molto sospetto, è l'ultimo proprietario ufficiale de La Maledicció. Muore sulla funivia a Montserrat, ucciso da Rastrello (stanco di obbedire ai suoi ordini).
- Rastrello. Giardiniere tuttofare di casa Medovsky. Appare all'inizio del gioco nella galleria "Le Lézard Bleu" con addosso un casco da moto di Waterloo Motors e accidentalmente uccide per sbaglio Henri il gallerista mentre rubava il dipinto La Maledicció. A metà gioco, sulla funivia di Montserrat, dopo essere stato convinto da Nico a cambiare strada e a mettere la testa a posto, uccide a colpi di pistola Medovsky, stufo degli ordini imposti da quest'ultimo. Entrò a far parte del gruppo di George insieme a Nicole Collard ed Eva Marquès, dandogli un passaggio con il Jet privato in Iraq dove alla fine sconfiggeranno Langham.
- Tiago Marqués. Anziano spagnolo che si dichiara il vero proprietario del dipinto La Maledicció. Muore nella cappella di Santa Cova ucciso da Langham.
- Richard Langham. Ispettore dell'Interpol incaricato del caso. Vuole impossessarsi della Tabula Veritatis per distruggere il dio Yahvè e fare in modo che Lucifero regni nel mondo. Muore alla fine del gioco durante l'evocazione, venendo ucciso dal raggio del medaglione di Tiago Marqués che George gli proietta addosso con la luce del sole.

### Personaggi secondari
- Henri Dubois. È il gallerista che espone il quadro. Muore all'inizio del gioco,  ucciso erroneamente da Rastrello.
- Hector Laine. Critico d'arte e testimone dell'omicidio, vecchia conoscenza di George e Nico.
- Padre Simeon. Sacerdote dominicano che assiste al crimine. Conosce già La Maledicció. È convinto che la Tabula Veritatis è uno strumento pericoloso usato dagli gnostici per evocare il diavolo. Muore a metà gioco nella galleria "Le Lézard Bleu" di Parigi ucciso con un colpo di pistola.
- Bijou Dubois. Moglie di Henri, adora gli anni '70.
- Navet. Ispettore di polizia dai metodi investigativi, futuristici e bizzarri.
- Moue. Sergente di polizia, è distratto ma molto dedito al dovere.
- Annette. Segretaria presso la Vera Security.
- Wilfy Hobbs. Pittore e restauratore di opere d'arte londinese. Muore nel suo appartamento, venendo strangolato da uno sconosciuto (probabilmente Langham).
- Adam. Vicino di casa di Nico appassionato di carlini.
- Bassam. Venditore ambulante.
- Lady Piermont. Vecchia conoscenza di George, lo aiuterà anche stavolta.
- Fleur. Proprietaria di un negozio di Fiori sotto casa di Nico, già presente in altri videogiochi della serie.
- Eva Marquès. Figlia di Tiago, è molto abile con le armi da fuoco.
- Duane e Pearl Henderson. Coppia di turisti americani, vecchie conoscenze di George.
- Kat. È addetta al funzionamento della teleferica.

## Luoghi
- Castell dels Sants, località imprecisata in Catalogna, qui si svolge l'antefatto della storia, poi vi si recheranno Nico e George.
- Parigi, Francia, dove si svolge quasi tutta la prima parte del videogioco.
- Londra, Inghilterra, dove George e Nico si recheranno per cercare indizi.
- Montserrat, località della Catalogna rappresentata fedelmente.
- Iraq, località imprecisata, dove si svolgeranno gli atti finali dell'avventura.